# 普卡科查山 (卡爾卡區)
13°14′32″S 71°51′55″W / 13.24222°S 71.86528°W
普卡科查山（Pukaqucha），是秘魯的山峰，位於該國南部庫斯科大區，由卡爾卡省的卡爾卡區負責管轄，屬於安地斯山脈的一部分，海拔高度約4,400米。